# پرچم برکشر
پرچم برکشر در پذیرفته شد.